# Asseiceira (Tomar)
Asseiceira é uma povoação portuguesa sede da Freguesia de Asseiceira do Município de Tomar, freguesia com 28,99 km² de área e 2439 habitantes (censo de 2021), tendo, por isso, uma densidade populacional de 84,1 hab./km².
A freguesia atual inclui, para além da localidade de Asseiceira, as localidades de Perdigueira, Linhaceira, Santa Cita, Pastorinhos, Falagueiro, Grou, Roda Grande, Roda Pequena, Cerejeira e Foz do Rio.

## História
Foi vila e sede de concelho entre 1253 e o início do século XIX. Este era constituído apenas pela freguesia da sede e tinha, em 1801, 1341 habitantes.
Foi na Asseiceira que, em 1834, se travou uma batalha entre liberais e miguelistas.

## Demografia
A população registada nos censos foi:
| Distribuição da População por Grupos Etários | Distribuição da População por Grupos Etários | Distribuição da População por Grupos Etários | Distribuição da População por Grupos Etários | Distribuição da População por Grupos Etários |
| -------------------------------------------- | -------------------------------------------- | -------------------------------------------- | -------------------------------------------- | -------------------------------------------- |
| Ano                                          | 0-14 Anos                                    | 15-24 Anos                                   | 25-64 Anos                                   | > 65 Anos                                    |
| 2001                                         | 418                                          | 428                                          | 1650                                         | 705                                          |
| 2011                                         | 374                                          | 271                                          | 1552                                         | 748                                          |
| 2021                                         | 206                                          | 253                                          | 1178                                         | 802                                          |